# Diaphonia melanopyga
Diaphonia melanopyga är en skalbaggsart som beskrevs av Lea 1914. Diaphonia melanopyga ingår i släktet Diaphonia och familjen Cetoniidae. Inga underarter finns listade i Catalogue of Life.